# Liste der Gebäude des Tower of London

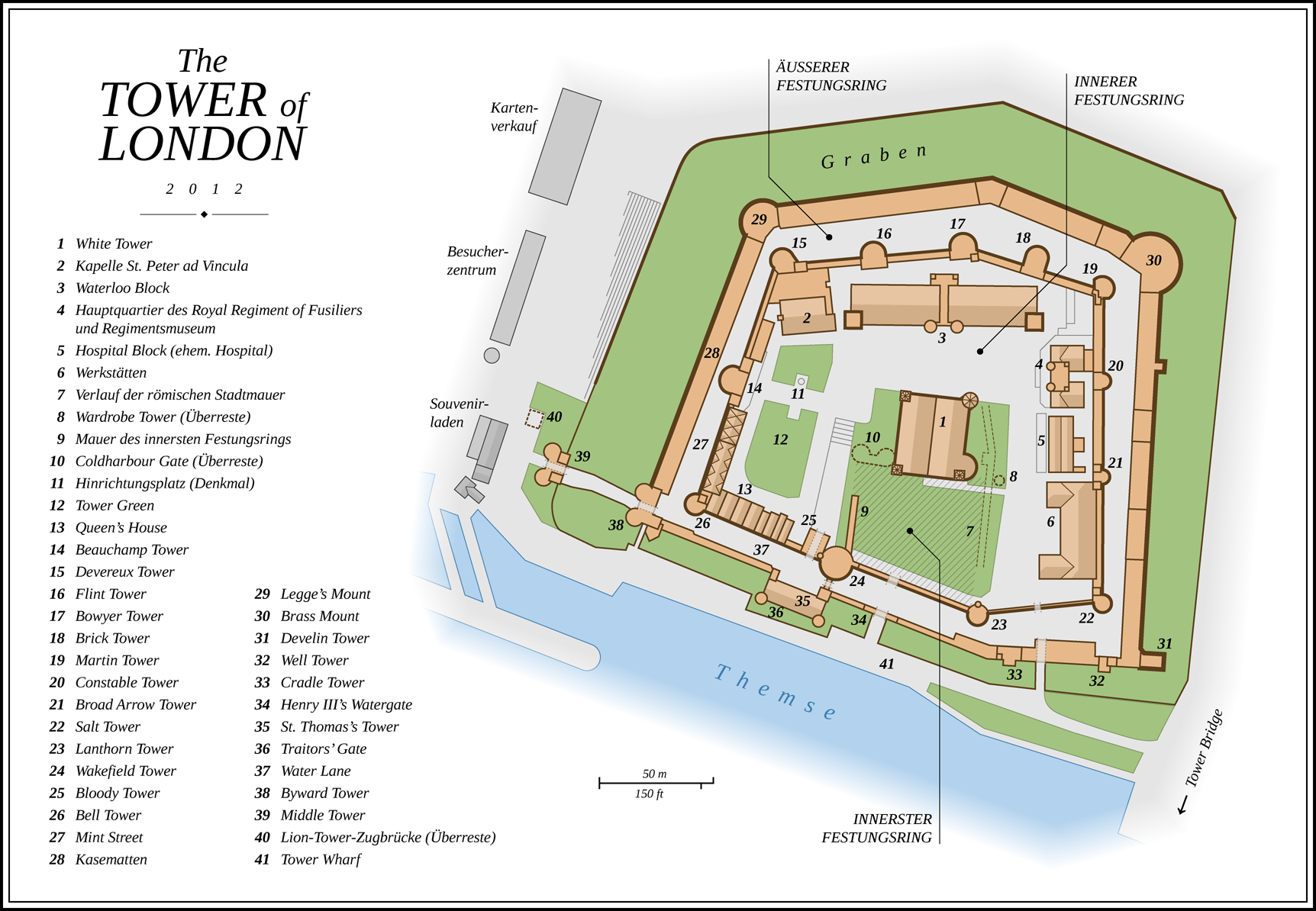

Die Festung des Tower of London besteht aus zahlreichen Gebäuden. Während die äußeren Festungsringe innerhalb von 150 Jahren in drei großen Bauabschnitten geschaffen wurden, ist der Tower seit dem 12. Jahrhundert stetigen Aus- und Umbauten unterworfen. Die Architektur wurde dabei an die vielfach wechselnde Nutzung der Festung über die Jahrhunderte angepasst. Während im Inneren der Festung zahlreiche Gebäude gebaut, umgebaut und wieder abgerissen wurden, sind die Gebäude in den Mauern vor allem vielfach umgestaltet wurden.
Neben dem auffallenden Keep des White Tower in der Mitte der Festung enthält der Tower einen Graben, zwei ganze Mauerringe und einen in Teilen erhaltenen Mauerring. Diese haben über zwanzig erhaltene Türme und Tore. In den Mauern finden sich die Kasematten, die heute noch als Wohnräume genutzt werden. Im Inneren der Festung dienen die größtenteils im 19. Jahrhundert errichteten Gebäude als Verwaltungsgebäude und Museen.

## Mauern
| Name                                   | Nummer auf der Karte | Baubeginn | Letzter großer Umbau         | Ursprüngliche Funktion             | Heute (2012) genutzt als       | Bemerkungen | Bild |
| -------------------------------------- | -------------------- | --------- | ---------------------------- | ---------------------------------- | ------------------------------ | --- | ---- |
| Innerster Festungsring                 | 9                    | 1190      | Nur noch in Resten erhalten. | Mauer                              | -/-                            | Bildete die Mauer der ersten Ausbaustufe des Towers zur Festung. Umschloss das Gelände südlich des White Towers. Heute nur noch in Teilen erhalten: südlicher Teil des inneren Festungsrings – dort allerdings fast vollständig Mauerwerk aus dem 19. Jahrhundert – Wardrobe Tower, Coldharbour Gate, und ein Stück Mauer nördlich des Bloody Towers. |      |
| Innerer Festungsring                   |                      | 1225      |                              | Mauer                              | Mauer/Wall Walk für Touristen. | |      |
| Äußerer Festungsring                   | (38)                 | 1280      | 19. Jahrhundert              | Mauer                              | Mauer (Wohnungen)              | Aufgrund von Erdarbeiten sind die unteren Teile nicht mehr sichtbar. Ursprünglich etwa fünf Meter hoch. In den folgenden Jahrhunderten mehrfach oben aufgestockt und im unteren Teil zugeschüttet. |      |
| Kasematten im Äußeren Festungsring     |                      | 1853      |                              | Wohnräume der Yeomen Warders       | Wohnräume der Yeomen Warders   | Baulich verbunden mit der Äußeren Mauer. Gestaltung durch Anthony Salvin. Sollte im Stil der Londoner Straßenbebauung vor dem Großen Brand von London entsprechen. |      |
| Warders’ Hall im Äußeren Festungsrings | (westlich neben 38)  |           | Nach 2000.                   | Aufenthaltsraum der Yeomen Warders |                                | Baulich verbunden mit der Außenmauer. Zwischenzeitlich Shop. |      |

## Tore
| Name                                 | Nummer auf der Karte | Baubeginn       | Letzter großer Umbau                      | Ursprüngliche Funktion                   | Heute (2012) genutzt als                           | Bemerkungen | Bild |
| ------------------------------------ | -------------------- | --------------- | ----------------------------------------- | ---------------------------------------- | -------------------------------------------------- | --- | ---- |
| Coldharbour Gate                     | 10                   | 1238            | Abriss 1676                               | Tor zum innersten Festungsring           | -/-                                                | 1956 wurden Fundamente wiederentdeckt und sind für Tower-Besucher sichtbar. |      |
| Bloody Tower                         | 25                   | 1225            | 1868/1869                                 | Tor zum inneren Festungsring             | Tor zum inneren Festungsring                       | Ursprünglich „Garden Tower“. Erhielt seinen heutigen Namen, da er zeitweise als Gefängnis späterer Hinrichtungsopfer diente. Angeblich fanden dort auch mehrere Morde statt.             |      |
| St Thomas’s Tower und Traitors’ Gate | 35/36                | 1280            | 1868/1869                                 | Tor zur Themse / Wohnräume von Edward I. | Teil der Ausstellung zum „mittelalterlichen Tower“ | Erhielt seinen Namen („Verrätertor“), da die meisten Gefangenen und späteren Hinrichtungsopfer über die Themse zum Tower transportiert wurden und dabei durch das Tor passieren mussten. |      |
| Byward Tower                         | 38                   | 1280            | um 1800                                   | Tor im westlichen Zugang zur Stadt.      | Tor zur Stadt/Wohnräume des obersten Yeoman Warder | Einer der wenigen Türme, die nicht im 19. Jahrhundert umgebaut wurden. In seinem Inneren befindet sich das besterhaltene Werk mittelalterlicher Malerei im Tower.                        |      |
| Middle Tower                         | 39                   | 1280            | frühes 18. Jahrhundert                    | Tor im westlichen Zugang zur Stadt.      | Tor zur Stadt                                      | |      |
| (Lion Tower)                         | 40                   | 13. Jahrhundert | Abriss 1853. Nur noch in Ruinen erhalten. | Tor im westlichen Zugang zur Stadt.      | -/-                                                | Eine Barbakane. Ursprünglicher Name Bulwark. Hier befanden sich die königlichen Löwengehege, die zur Tower-Menagerie wurden.                                                             |      |

## Türme und Bastionen
| Name                    | Nummer auf der Karte | Baubeginn                  | Letzter großer Umbau                             | Ursprüngliche Funktion                                          | 2012 genutzt als                                                                                                | Bemerkungen | Bild |
| ----------------------- | -------------------- | -------------------------- | ------------------------------------------------ | --------------------------------------------------------------- | --- | --- | ---- |
| Beauchamp Tower         | 14                   | 1280                       | 1852–1853                                        | Verteidigung,                                                   | | Steht an Stelle des ehemaligen Haupttors von der Stadt zum Tower. Häufig genutzt als Gefängnis. Enthält einige der eindrucksvollsten Wandschnitzereien durch Gefangene.                                 |      |
| Devereux Tower          | 15                   | 13. Jahrhundert            | 1715                                             |                                                                 | | Das größte noch stehende Gebäude aus der Bauzeit von Heinrich III. |      |
| Flint Tower             | 16                   | Frühes 19. Jahrhundert     |                                                  |                                                                 | | |      |
| Bowyer Tower            | 17                   | 1840er (13. Jahrhundert)   | Erster Turm abgebrannt 1841.                     |                                                                 | | Neu erbaut an Stelle des alten Turms. Im Turm brach das große Towerfeuer von 1841 aus, das auch das Grand Storehouse zerstörte. Im Erdgeschoss haben sich teilweise mittelalterliche Bauteile erhalten. |      |
| Brick Tower             | 18                   | 1840er                     |                                                  |                                                                 | | Neu erbaut an Stelle eines alten Turms, der im großen Feuer im Tower abbrannte. |      |
| Martin Tower            | 19                   | 13. Jahrhundert            | 1905                                             |                                                                 | | Diente im 17. Jahrhundert als Jewel House. Selbst für Tower-Verhältnisse zahlreiche Umbauten. |      |
| Constable Tower         | 20                   | Spätes 19. Jahrhundert     |                                                  |                                                                 | | |      |
| Broad Arrow Tower       | 21                   | Mitte des 13. Jahrhunderts | 19. Jahrhundert (Fenster und oberstes Stockwerk) |                                                                 | | |      |
| Salt Tower              | 22                   | 1238                       | 1856/1857 (1974)                                 | Lagerung von Salz                                               | | Eines der Gebäudeteile des Towers, die oft als Gefängnis genutzt wurden. Enthält eine im 16. Jahrhundert aufwändig in eine Wand geschnitzte astronomische Uhr eines Gefangenen.                         |      |
| Lanthorn Tower          | 23                   | ca. 1870                   | ca. 1870                                         | Dekoration                                                      | Teil der Ausstellung zum „mittelalterlichen Tower“.                                                             | Nachfolger eines älteren Lanthorn Tower, der 1220–1226 gebaut wurde und 1777 abbrannte. |      |
| Wakefield Tower         | 24                   | 1225                       | 1992/1993                                        | Bewachung des Tors im Bloody Tower. Wohnräume von Heinrich III. | Teil der Ausstellung zum „mittelalterlichen Tower“. Im Untergeschoss ist eine Ausstellung über Folter im Tower. | Nach dem White Tower der größte Turm des Towers. Die obere Kammer ist der am besten erhaltene Innenraum aus dem 13. Jahrhundert im Tower of London.                                                     |      |
| Bell Tower (London)     | 26                   | 1190                       | 18. Jahrhundert                                  | Wachturm zur Themse hin. Glockenturm.                           | | Nach dem White Tower das älteste Gebäude auf dem Gelände des Towers of London. Gefängnis prominenter Gefangener wie Elisabeth I. oder Thomas Morus.                                                     |      |
| Legge’s Mount (Bastion) | 29                   | 13. Jahrhundert            | 1850                                             | Bastion                                                         | | |      |
| Brass Mount (Bastion)   | 30                   | 13. Jahrhundert            | 1914                                             | Bastion                                                         | | Letzter Umbau (1914) diente dazu, zu Beginn des Ersten Weltkriegs Lagerraum für 41.000 Gewehre zu schaffen.                                                                                             |      |
| Develin Tower           | 31                   | 14. Jahrhundert            | 1679–1680                                        | Vermutlich Tor                                                  | | War vermutlich ursprünglich mit dem nicht mehr vorhandenen Iron Gate auf der anderen Seite des Grabens verbunden. Bildete so das Tor von der Ostseite des Towers in den Tower hinein.                   |      |
| Well Tower              | 32                   | 1275–1285                  | 1879–1880 (Obergeschoss)                         |                                                                 | | |      |
| Cradle Tower            | 33                   | 1348                       | 1878–1879 (Obergeschoss)                         | Tor zur Themse                                                  | | Privates Wassertor von Eduard III. In weiten Teilen im Original erhalten und wichtigstes Zeugnis von Eduards Umbauten.                                                                                  |      |
| Byward Barbican         | Südlich von 38       | 15. Jahrhundert            |                                                  | Geschützturm zum Schutz des Zugangs zum Byward Tower            | | |      |

## Einzelbauten
| Name                                                                 | Nummer auf der Karte | Baubeginn              | Letzter großer Umbau         | Ursprüngliche Funktion                | Heute (2012) genutzt als                                   | Bemerkungen | Bild |
| -------------------------------------------------------------------- | -------------------- | ---------------------- | ---------------------------- | ------------------------------------- | ---------------------------------------------------------- | --- | ---- |
| White Tower / Keep                                                   | 1                    | 1078                   | 19. Jahrhundert              | Keep/Wohnräume                        | Museum                                                     | Ältestes und größtes Gebäude der Festung |      |
| St. Peter ad Vincula (London)                                        | 2                    | 1519–1520              | 1877                         | Kirche                                | Kirche und Friedhof                                        | Geht auf eine ältere Kirche zurück, die ursprünglich außerhalb der Festungsmauern stand und in den folgenden Jahrhunderten eingemauert wurde. |      |
| Waterloo Block                                                       | 3                    | 1845                   | 1992–1993                    | Kaserne                               | Verwaltungsgebäude. Beherbergt die britischen Kronjuwelen. | |      |
| Hauptquartier des Royal Regiment of Fusiliers/Fusilier Museum London | 4                    | 1848                   | 2009–2011 Grundsanierung     | Offiziersmesse                        | Museum, Offiziersmesse, Versammlungshaus, Büros            | |      |
| Hospital Block                                                       | 5                    | 1718                   | Spätes 20. Jahrhundert       | Krankenhaus                           | Wohnungen                                                  | Ursprünglich zwei Häuser, von denen das nördliche durch den London Blitz zerstört wurde.                                                      |      |
| New Armouries                                                        | 6                    | 1663/1664              | 1997                         | Lager                                 | Restaurant                                                 | Einziges erhaltenes Gebäude, das vom Board of Ordnance errichtet wurde.                                                                       |      |
| Wardrobe Tower                                                       | 8                    | 1190                   | Ruine                        |                                       | -/-                                                        | Zeitweise komplett eingemauert und vergessen. Erst bei den Umbauarbeiten im 19. Jahrhundert wiederentdeckt.                                   |      |
| Denkmal für die Hinrichtungen                                        | 11                   |                        |                              |                                       |                                                            | |      |
| Queen’s House                                                        | 13                   | 1540                   |                              | Wohnhaus des Konstabler des Tower     |                                                            | |      |
| No.1 Tower Green                                                     | -                    | 1749                   |                              | Wohnhaus des Tower-Vikars.            | Wohnhaus des Tower-Vikars.                                 | Dreistöckiges Haus aus Backstein. Nachfolger eines älteren Vikarshauses an derselben Stelle.                                                  |      |
| No.2 Tower Green                                                     | -                    | 1735                   |                              | Wohnhaus eines Sekretärs im Archiv.   | Wohnhaus des Tower-Arztes.                                 | Vierstöckiges Haus aus Backstein. |      |
| No.4/5 Tower Green                                                   | -                    | Spätes 17. Jahrhundert |                              | Wohnhaus des Lieutenant of the Tower. |                                                            | Dreistöckiges Haus aus Backstein. |      |
| No.8 Tower Green                                                     | -                    | 1866–1869              | 20. Jahrhundert (Innenräume) | Wohnhaus der Yeomen Warders           |                                                            | Gebaut von Anthony Salvin. |      |
| Ehemaliges Pumpenhaus                                                | -                    | 1863                   |                              | Pumpenhaus                            | Laden                                                      | Liegt außerhalb des äußeren Festungsrings. Gebaut von Anthony Salvin.                                                                         |      |
| Telefonzelle                                                         | -                    | 1935                   |                              | Telefonzelle                          |                                                            | Denkmalgeschützte Telefonzelle neben dem Byward Tower. Gusseiserne Gestaltung durch Giles Gilbert Scott.                                      |      |

## Plätze, Wege und Gräben
| Name                     | Nummer auf der Karte | Baubeginn       | Letzter großer Umbau                                                                                      | Ursprüngliche Funktion                 | Heute (2012) genutzt als                                          | Bemerkungen                                              | Bild |
| ------------------------ | -------------------- | --------------- | --- | -------------------------------------- | ----------------------------------------------------------------- | -------------------------------------------------------- | ---- |
| Tower Green              | 12                   | 13. Jahrhundert | 20. Jahrhundert                                                                                           | Grünfläche für die Bewohner des Tower. | Grünfläche / Denkmal für die Hingerichteten –                     | Diente zeitweise als Ort für Hinrichtungen im Tower.     |      |
| Mint Street              | 27                   |                 | |                                        |                                                                   |                                                          |      |
| Water Lane               | 37                   |                 | |                                        |                                                                   |                                                          |      |
| Tower Wharf              | 41                   | 13. Jahrhundert | 1602 | Kai                                    | Fußweg / Standort der Kanonen beim traditionellen Salut vom Tower |                                                          |      |
| Graben (Tower of London) |                      |                 | 1886–1891 (auf der Ostseite teilweise zugeschüttet, um Platz für die Anfahrt zur Tower-Bridge zu machen). | Graben                                 | Graben / Wiese / für Freizeitaktivitäten                          | In den 1840ern trockengelegt, vorher mit Wasser gefüllt. |      |

## Ehemalige Gebäude
| Name                                             | Nummer auf der Karte                        | Baubeginn                                               | Letzter großer Umbau                                                              | Ursprüngliche Funktion                                           | Heute (2012) genutzt als | Bemerkungen | Bild |
| ------------------------------------------------ | ------------------------------------------- | ------------------------------------------------------- | --------------------------------------------------------------------------------- | ---------------------------------------------------------------- | ------------------------ | --- | ---- |
| Great Hall                                       | (etwa zwischen 23 und 24)                   |                                                         | 1777 abgebrannt.                                                                  | Repräsentative Festhalle                                         | -/-                      | Stand zwischen Wakefield- und Lanthorn-Tower. |      |
| Ehemalige römische Stadtmauer im Tower of London | 7                                           |                                                         |                                                                                   |                                                                  |                          | |      |
| Watergate (Tower of London) (Heinrich VIII.)     |                                             |                                                         |                                                                                   |                                                                  |                          | |      |
| Grand Storehouse                                 | (3)                                         | 1692                                                    | 1841 abgebrannt                                                                   | Lagerhaus                                                        | -/-                      | Stand dort, wo sich heute die Waterloo Barracks befinden. Größtes jemals gebaute Einzelgebäude im Tower. Das Feuer, das das Grand Storehouse zerstörte, zerstörte größere Teile des Towers.                                                         |      |
| North Bastion                                    | (etwa zwischen 29 und 30)                   | 1845                                                    | 1940 bei einem deutschen Bombenangriff vernichtet.                                | Bastion                                                          | -/-                      | Befand sich in der Mitte der nördlichen Außenmauer. |      |
| Ordnance Office                                  | (etwa von 22 bis 24)                        | spätes 18. Jahrhundert                                  | 1882 abgerissen                                                                   | Hauptquartier des Boards of Ordnance, der militärischen Logistik | -/-                      | Mehrtstöckiges Gebäude, dass den Süden der inneren Festung einnahm; zwischen Wakefield Tower und Salt Tower. Im Zuge der Re-Mittelalterisierung des Towers abgerissen und durch die heutige pseudo-mittelalterliche Mauer an dieser Stelle ersetzt. |      |
| Record House                                     | (bei 24)                                    | Vermutlich 13. Jahrhundert                              | 1885 abgerissen                                                                   |                                                                  | -/-                      | Lag neben dem Gebäude des Ordnance Office. Im Zuge der Re-Mittelalterisierung des Towers abgerissen und durch die heutige pseudo-mittelalterliche Mauer an dieser Stelle ersetzt.                                                                   |      |
| Horse Armoury                                    | (südlich angrenzend an 1)                   | 1825                                                    | 1877 abgerissen.                                                                  | Ausstellungsraum: Line of Kings                                  | -/-                      | Lag südlich des White Tower. Einstöckiges Gebäude, dessen einziger Zweck war, die Line of Kings zu präsentieren; eine Ausstellung von Figuren aller englischen Könige auf dem Pferd in Rüstung mit Waffen.                                          |      |
| Irish Barracks                                   | (6)                                         | 1669–1670                                               | 1752 Abriss und Neubau. 1878 endgültiger Abriss.                                  | Kaserne                                                          | -/-                      | Erstes reines Kasernengebäude auf dem Tower. Zweistöckige Fachwerkkonstruktion. 1752 wegen Baufälligkeit abgerissen und komplett neu gebaut. |      |
| Iron Gate                                        | (östlich von 31)                            | Regierungszeit von Eduard I.                            | Abriss 1680.                                                                      | Tor im östlichen Zugang.                                         | -/-                      | Einfacher Turm, der ein Tor im Osten des Towers bildete und einen Damm zum Develin Tower bewachte. |      |
| Stone Kitchen Tavern                             | (westlich 26)                               | 13. Jahrhundert                                         | 1846                                                                              | Gastwirtschaft                                                   | -/-                      | Gebäude, die in die Mauer beim Bell Tower integriert waren. Verschwand zusammen mit der Mauer. |      |
| Old Main Guard                                   | (östlich von 14)                            | Vor 1562.                                               | Abriss 1680                                                                       | Aufenthaltsraum der Wachen                                       | -/-                      | |      |
| Wharf Guard                                      | (südlich von 38)                            | Errichtung der ersten Wharf Guard zu Zeiten der Tudors. | Abriss der letzten Wharf Guard nach 1868.                                         | Aufenthaltsort der Wachen auf der Tower Wharf.                   | -/-                      | Mehrere Gebäude, die nacheinander an derselben Stelle dieselbe Funktion wahrnahmen. |      |
| Viktorianischer Ticket-Shop                      | (etwa auf Höhe des heutigen Souvenirladens) | 1851                                                    | Abriss 1934                                                                       | Ticket-Shop, Öffentliche Toiletten, Warteraum                    | -/-                      | Fiel der Erweiterung des Pumpenhauses zum Opfer |      |
| Main Guard                                       | (nördlich angrenzend an 24)                 | 1846                                                    | Abriss und Neubau 1898. Im London Blitz 1940 abgebrannt, endgültiger Abriss 1944. | Großes Wachhaus, Büro, Lager, Aufenthaltsraum, Kantine.          | -/-                      | Wachhaus für in dessen Bau ein älteres Lagergebäude und Teile der mittelalterlichen Festungsmauer integriert wurden. Nach dem letzten Abriss ist die Festungsmauer wieder freigelegt.                                                               |      |